# Államok vezetőinek listája 573-ban
Ezen az oldalon az i. sz. 573-ban fennálló államok vezetőinek névsora olvasható földrészek, majd országok szerinti bontásban.

## Európa
- Avar Kaganátus
  - Kagán: Baján (562–602)

- Bizánci Birodalom
  - Császár: II. Iusztinosz (565–578)

- Frank Birodalom
  - Király: I. Sigibert (Austrasia, 561–575)
  - Király: I. Chilperich (Neustria, 561–584)
  - Király: Guntram (Burgundia, 561–592)
  - Bajor Hercegség
    - Herceg: I. Garibald (548–593)

- Longobárd Királyság
  - Király: II. Cleph (572–574)
  - Beneventói Hercegség
    - Herceg: Zotto (571–591)

  - Friuli Hercegség
    - Herceg: I. Gisulf (568–581)

  - Spoletói Hercegség
    - Herceg: I. Faroald (570–591)

- Szvéb Királyság
  - Király: Miro (570–583)

- Vizigót Királyság
  - Király: Leovigild (571/572–586)

### Britannia
- Bernicia
  - Király: Theodric (572–579)

- Deira
  - Király: Ælle (560–588/590)

- Kelet-angliai Királyság
  - Király: Wuffa (571–578)

- Kenti Királyság
  - Király: Eormenric (522/539–560/585)
  - Király: Æthelberht (560/585–616/618)

- Wessexi Királyság
  - Király: Ceawlin (560–590)

- Essexi Királyság
  - Király: Æscwine (kb. 527–kb. 587)

- Dál Riata
  - Király: I. Conall (558–574)

- Gwynedd
  - Király: Rhun Hir ap Maelgwn (kb. 549–kb. 580)

## Ázsia
- Csampa
  - Király: Szambhuvarman (572-629)

- Göktürk Kaganátus
  - Keleti Türk Kaganátus
    - Kagán: Taszpar (572–581)

  - Nyugati Türk Kaganátus
    - Kagán: Istemi (552–575)

- Ibériai Királyság
  - Király: III. Bakoriosz (kb. 570-kb. 580)

- India
  - Anuradhapura
    - Király: I. Aggabódhi (564–598)

  - Csálukja-dinasztia
    - Király: I. Kirttivarman (566–597)

  - Kadamba
    - Király: Adzsavarman (565–606)

  - Pallava
    - Király: III. Szimhavarman (550–574)

  - Pándja-dinasztia
    - Király: Kadungon (560–590)

- Japán
  - Császár: Bidacu (572–585)

- Kína (Északi és déli dinasztiák kora)
  - Csen-dinasztia
    - Császár: Csen Hszüan-ti (569–582)

  - Nyugati Liang dinasztia
    - Császár: Liang Ming-ti (562-585)

  - Északi Csi dinasztia
    - Császár: Kao Vej (565–577)

  - Északi Csou dinasztia
    - Császár: Csou Vu-ti (560-578)

- Korea
  - Pekcse
    - Király: Üdok (554–598)

  - Kogurjo
    - Király: Phjongvon (559–590)

  - Silla
    - Király: Csinhung (540–576)

- Lahmid Királyság
  - Király: Kábusz ibn al-Mundir (569–573)

- Szászánida Birodalom
  - Nagykirály: I. Huszrau (531–579)

## Afrika
- Akszúmi Királyság
  - Akszúmi uralkodók listája

## Amerika
- Palenque
  - Király: I. K'an Balam (571–583)

## Egyházfő
- Pápa: III. János (561–574)
- Konstantinápolyi pátriárka: III. János (565–577)

## Fordítás
- Ez a szócikk részben vagy egészben  a   Liste der Staatsoberhäupter 573 című német Wikipédia-szócikk ezen változatának fordításán alapul.  Az eredeti cikk szerkesztőit annak laptörténete sorolja fel. Ez a jelzés csupán a megfogalmazás eredetét és a szerzői jogokat jelzi, nem szolgál a cikkben szereplő információk forrásmegjelöléseként.